# راس بگلی
راس بگلی (انگلیسی: Ross Bagley؛ زادهٔ ۵ دسامبر ۱۹۸۸) یک هنرپیشه اهل ایالات متحده آمریکا است.

## گزیده فیلمشناسی
از فیلم‌ها یا برنامه‌های تلویزیونی که وی در آن نقش داشته‌است می‌توان به آثار زیر اشاره کرد.
- بیب (فیلم) (۱۹۹۵)
- چشم در برابر چشم (فیلم ۱۹۹۶) (۱۹۹۶)
- روز استقلال (فیلم ۱۹۹۶) (۱۹۹۶)
- قاضی ایمی (۲۰۰۴)